# Piotrków Trybunalski
Piotrków Trybunalski é um município da Polônia, na voivodia de Łódź. Estende-se por uma área de 67,25 km², com 72 211 habitantes, segundo os censos de 2018, com uma densidade de 1 073,8  hab/km².